# Daniele Molgora
Daniele Molgora (Brescia, 2 aprile 1962) è un politico italiano.
Alla sua quarta legislatura da deputato, ha ricoperto fino al 20 maggio 2010 la carica di Sottosegretario al Ministero dell'economia e delle finanze.
Molgora si è laureato in Economia e Commercio all'Università di Brescia e ha esercitato la professione di commercialista dal 1986.

## Attività politica
Dal 1990 è iscritto alla Lega Nord.
È stato consigliere al Comune di Brescia (1991-1994 e 2003-2004) e alla Provincia di Brescia (1999-2002).

### Deputato (1994-2006, dal 2008)
Nel 1994 viene eletto alla Camera dei deputati nel collegio della Franciacorta; viene poi riconfermato nel 1996, 2001 e 2008.Ha ricoperto il ruolo di vicecapogruppo della Lega Nord alla Camera nel 1996.
La sua attività di deputato, rivolta soprattutto alla materia fiscale, ha contribuito all'abolizione della bolla di accompagnamento, a diverse semplificazioni I.V.A. per gli esportatori, e all'introduzione nello Statuto del Contribuente del limite massimo di 30 giorni per la durata delle verifiche in azienda da parte della Guardia di Finanza.
Molgora è uno dei 26 parlamentari o ex parlamentari che ha deciso di ricorrere contro la Camera dopo la decisioni del passaggio per il vitalizio al sistema contributivo e l'aumento dell'età per ottenerlo.

### Sottosegretario all'Economia (2001-2006, 2008-2010)
Dal 2001 al 2006 è stato Sottosegretario di Stato al Ministero dell'Economia e delle Finanze con delega al trattamento delle questioni concernenti le entrate tributarie erariali assegnate alla competenza dell'Agenzia delle entrate (assistenza ai contribuenti, controlli diretti a contestare gli inadempimenti e l'evasione fiscale, federalismo fiscale).
È stato riconfermato nella posizione nel governo Berlusconi IV del 2008.
Ha condotto battaglie di primaria importanza per la Lega Nord, contribuendo, in primis, a scrivere la Legge sul federalismo fiscale assieme a Calderoli e Tremonti.

### Presidente della Provincia di Brescia (2009 - 2014)
In occasione delle elezioni amministrative del 2009 è eletto Presidente della Provincia di Brescia, sostenuto da PdL e Lega. La composizione della giunta provinciale presentava sei assessori del PdL e cinque del Carroccio.
Come diverse altre provincie in Italia, l'amministrazione bresciana di Molgora ha varato nel 2009 un “pacchetto anti-crisi", a favore di piccole e medie imprese, artigiani, famiglie e lavoratori in difficoltà, che ha promosso facilitazioni di accesso al credito, accordi con le banche, bonus e la rateizzazione delle bollette di energia elettrica e gas.

### Critiche
Durante i primi anni di Presidenza della Provincia di Brescia, critiche sui principali quotidiani si sono sollevate a causa del triplo incarico di: deputato, sottosegretario all'economia, e presidente della provincia.